# 2002 en Ukraine
Chronologie de l'Ukraine
- 1998
- 1999
- 2000
- 2001
- 2002
- 2003
- 2004
- 2005
- 2006

Cette page concerne les évènements survenus en 2002 en Ukraine  :

## Évènement
- 27 juillet : Accident au meeting aérien de Sknyliv
- 31 mars : Élections législatives
- 30 novembre : 
  - Démission du gouvernement Kinakh.
  - Formation du gouvernement Ianoukovytch I.

## Sport
- Championnat d'Ukraine de football 2001-2002
- Championnat d'Ukraine de football 2002-2003
- Coupe d'Ukraine de football 2001-2002
- Coupe d'Ukraine de football 2002-2003
- Participation de l'Ukraine aux Jeux olympiques d'hiver de Salt Lake City.
- Création du tournoi de tennis Alexander Kolyaskin Memorial (en).

## Création
- 72e brigade mécanisée
- Parlement européen des jeunes (Ukraine) (en)

## Dissolution
- FC Chayka-VMS Sevastopol (en)
- FC Dnipro-3 Dnipropetrovsk (en)

## Naissance
- Vladyslav Bukhov, nageur.
- Danylo Dmytriyev (uk), footballeur.
- Elina Ivashchenko (uk), chanteuse.
- Arseniy Korkodym (uk), footballeur.

## Décès
- Yuriy Gudz (uk), écrivain.
- Ivan Kandyba (uk), personnalité politique.
- Yuriy Kyrychuk (uk), historien.
- Oleksandr Levytskyi (uk), compositeur.
- Michail N. Zagulskij (uk), botaniste.